# Beyries (chanteuse)
Pour les articles homonymes, voir Beyries (homonymie).
Amélie Beyries, professionnellement connue sous le nom de Beyries, est une chanteuse et compositrice folk-pop canadienne de Montréal, au Québec. Son premier album, Landing, est sorti en 2017 et son deuxième, Encounter, en 2020.

## Biographie
Beyries naît et grandit dans le quartier montréalais d'Outremont. Elle travaille dans les relations publiques jusqu'à l'âge de 28 ans, date à laquelle elle est diagnostiquée d'un cancer du sein. Pendant son traitement, elle commence à écrire des chansons pour faire face à ses émotions et finalement travaille avec le producteur Alex McMahon pour terminer son premier album.
Celui-ci, Landing, sort le 24 février 2017. Bien que Beyries soit francophone, l'album est majoritairement en anglais, à l'exception de la chanson J'aurai cent ans, un duo avec Louis-Jean Cormier qui a été écrit par Beyries et Maxime Le Flaguais. Beyries est une candidate présélectionnée pour le Prix d'écriture de la SOCAN 2017 dans la division de langue française pour J'aurai cent ans.
Le 25 avril 2018, elle publie un EP intitulé tout simplement En français, qui contient sa version de la chanson Je pars à l'autre bout du monde écrite par Isabelle Fiset pour le texte et Paul Daraîche pour la musique et sa version du classique de Diane Tell, Si j'étais un homme. 
Son deuxième album studio, Encounter, sort le 13 novembre 2020.
En 2024, Beyries sort son premier album entièrement français nommé Du feu dans les lilas. 

## Discographie

### Albums
- 2017 : Landing
- 2020 : Encounter
- 2024 : Du feu dans les lilas

### EP
- 2018 : En français

### Singles
- 2016 : Je pars à l'autre bout du monde
- 2017 : Maman
- 2017 : Au-delà des mots
- 2018 : Si j'étais un homme - Classique de Diane Tell
- 2020 : Out of Touch
- 2020 : Over Me
- 2021 : Valhalla Dancer